# Jüdischer Friedhof (Heiligenstadt in Oberfranken)

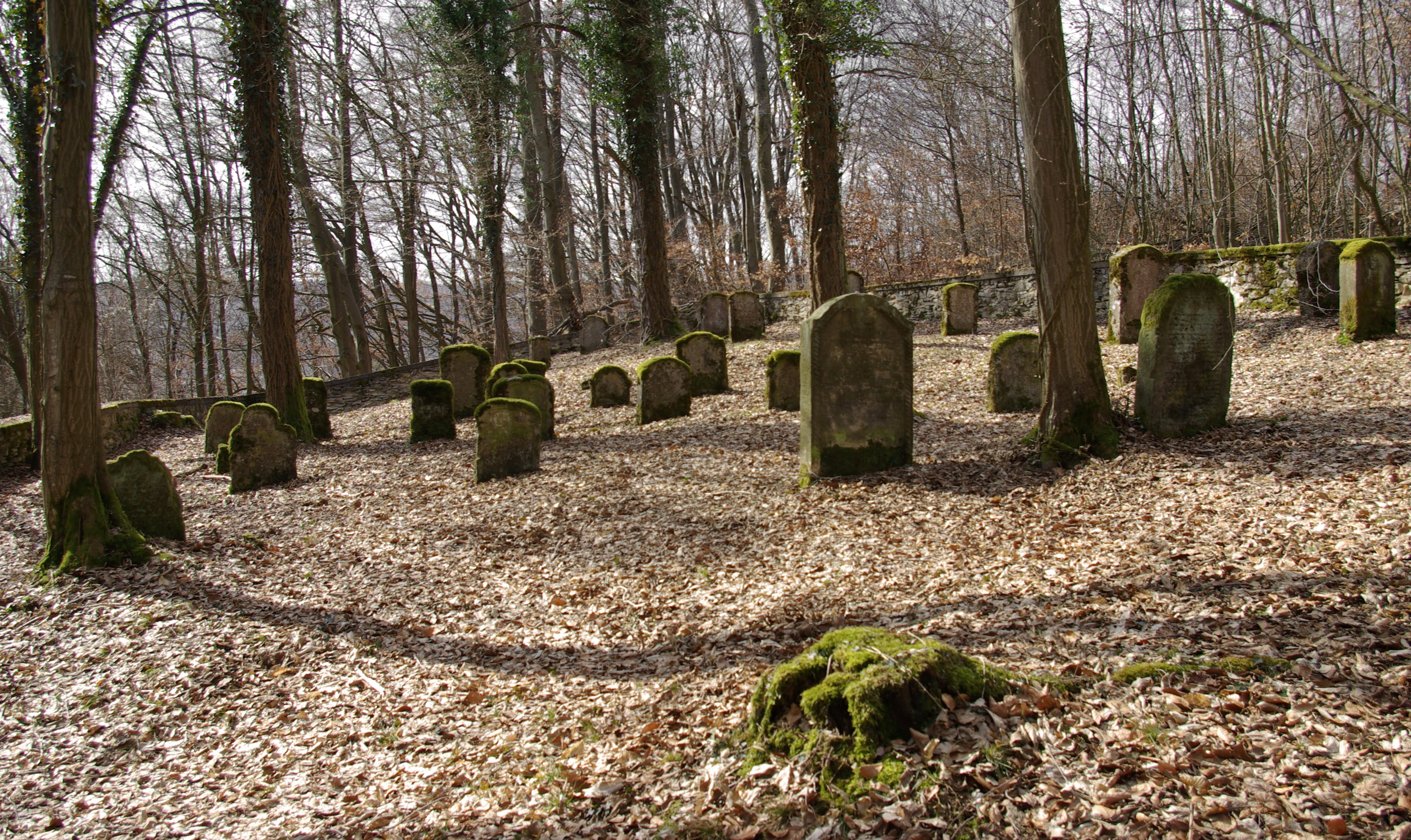
Jüdischer Friedhof in Heiligenstadt, 2011

Der Jüdische Friedhof in Heiligenstadt in Oberfranken im Landkreis Bamberg ist eine Jüdische Begräbnisstätte, die um 1700 errichtet und bis Ende des 19. Jahrhunderts belegt wurde.

## Lage
Der 2280 m² große, von einer niedrigen Feldsteinmauer umgebene Friedhof liegt etwa 900 m nordöstlich von Heiligenstadt in der Fränkischen Schweiz auf einem Berg im Waldstück Im Kühlich.

## Geschichte

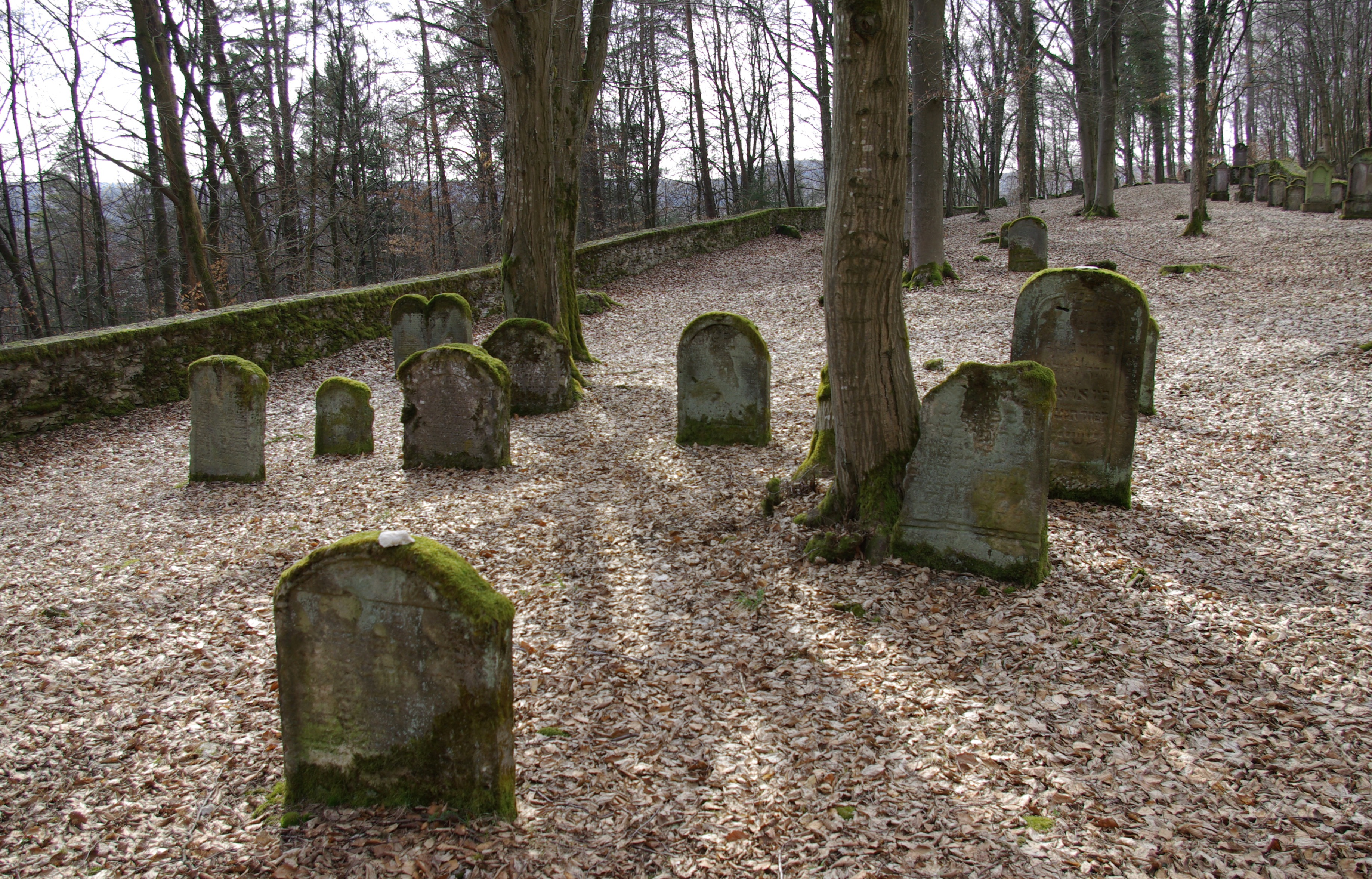
Jüdischer Friedhof in Heiligenstadt, 2011

Bereits vor dem Dreißigjährigen Krieg waren in Heiligenstadt Juden ansässig. Der jüdische Friedhof wurde erstmals 1608 urkundlich erwähnt, als dort eine Jüdin ihr verstorbenes Kind beerdigen lassen wollte. 1617 wurden fünf jüdische Bewohner im Ort genannt, die gegenüber den Herren von Streitberg abgabepflichtig waren. In der zweiten Hälfte des 17. Jahrhunderts konnten sich in Heiligenstadt abermals Juden ansiedeln.
Begräbnisse auf dem Friedhof der jüdischen Gemeinde waren mit Abgaben an die Herrschaft belegt, seit 1690 an die hier ansässigen Freiherren von Stauffenberg. 1776/77 wurden folgende „Leich“-Gebühren entrichtet: „1 fl. verlegt Meyer Jud wegen seines Schwieger, 30 kr. Löb Jud wegen seines Kindes, 1 fl. die Schweizerin wegen ihres Sohnes Moschem.“ 1807 wurde in den Rechnungsbüchern des Stauffenbergschen Rentamts in Burggrub vermerkt: „Einnahm Geld an ordin. Rekognition der Judenbegräbnis 2 fl. 24 kr., Einnahm Geld an Judenbegräbnis 1 fl. von einer erloschenen Person, 30 kr. von einem Kind.“ 1821 hatte man die jährliche Pacht auf 1 fl. 40 kr. festgelegt. Für Bestattungen waren zusätzlich nunmehr 1 fl. 15 kr. (Erwachsener) und 37 ½ kr. (Kind) zu zahlen. 1840 erhöhte man die Pacht auf neun Gulden pro Jahr.
1852 hatte der jüdische Bevölkerungsanteil in Heiligenstadt mit 20,4 % (87 von insgesamt 426 Einwohnern) den Höhepunkt erreicht. Anschließend sank die Zahl der jüdischen Einwohner durch Abwanderung infolge des Bayerischen Judenedikts von 1813 stark. 1890 wurden im Ort nur noch 12 Bewohner jüdischen Glaubens gezählt. Die jüngsten Gräber in der nordöstlichen Ecke des jüdischen Friedhofs in Heiligenstadt stammen von 1887, 1896 und 1897. In den 1950er Jahren veröffentlichte der Oberlehrer Hans Spörl eine Heimatchronik, die einen ausführlichen Bericht eines unbekannten Zeitzeugen über die Beerdigungsriten der Heiligenstädter Juden enthält:

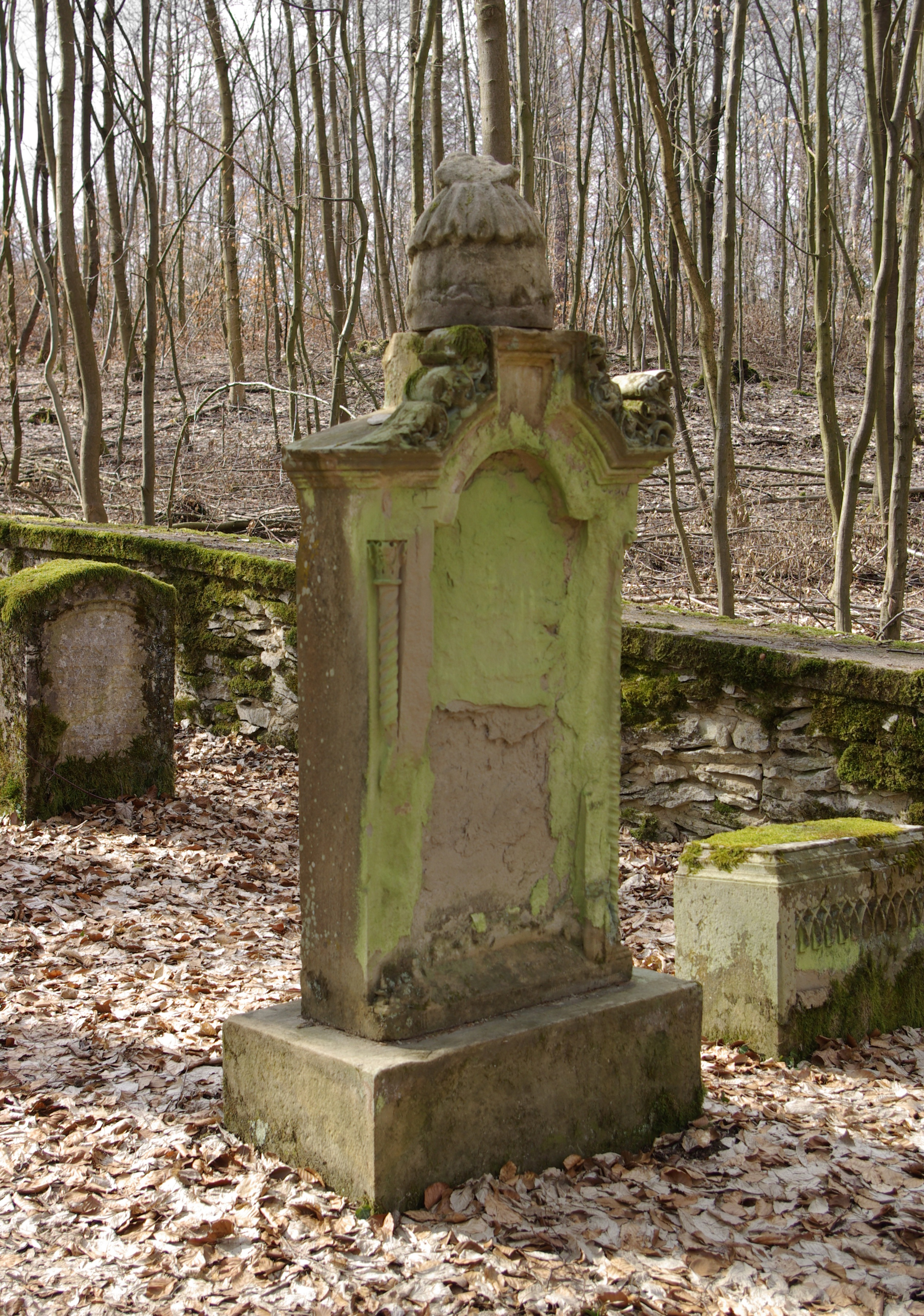
Grabstein im neueren Teil, 2011

„Seltsames geschah bei jüdischen Beerdigungen. Der (oder die) Tote wurde auf einem Leiterwagen, von einem Pferd gezogen, zum Friedhof auf dem Kuhlich, über dem Wischberg gefahren. Das Grab war vorher rasch ausgehoben worden. Die Toten wurden im „Sterbhemd“, das schon zu Lebzeiten genäht wurde, in den einfachen, ungehobelten Sarg gelegt, der ohne Nägel und Schrauben vom Ortsschreiner, einer Kiste gleich aus vier Brettern angefertigt worden war. Ein Säckchen mit Münzen wurde dem Toten mitgegeben. Die Frauen, außer den nächsten Blutverwandtinnen, mußten in der Behausung bleiben. Blumen durften nicht gespendet werden, auch nicht das kleinste Sträußchen. Mit der üblichen Kopfbedeckung legten die Männer den Sarg in das Grab, das Gesicht des Toten nach Osten gerichtet. Es geschah alles mit der größten Eile. Jeder Anwesende warf drei Schaufeln Erde in das Grab. Der Judenlehrer, (es war in meiner Jugendzeit der jüdische Lehrer von Aufseß), las unterdessen aus dem Gebetbuch den Kaddisch, das Totengebet. Und dann geschah das Auffallende: der jüdische Lehrer ritzte mit einem Taschenmesser – zum Zeichen der Trauer – den schwarzen Anzug des leidtragenden Mannes oder (bei einer leidtragenden Frau) den Schal an, der (die) dann den Riß mit der Hand erweiterte. Die Trauergäste zogen beim Weggang dreimal Gras aus und warfen es hinter sich. Später änderte sich der Ritus insofern, als auch Christen den Leichenzug begleiten und die jüdischen Frauen bis zum Wischberg mitgehen durften. Statt der Grasbüschel wurden dem Trauerzug Steinchen nachgeworfen. Gelegentlich sieht man auf den Grabmälern Steine liegen zum Zeichen, daß ein Verwandter das Grab besucht hatte.“
Am 15. Februar 1902 wurden die wenigen verbliebenen jüdischen Einwohner von Heiligenstadt der jüdischen Gemeinde in Aufseß zugeteilt, deren Verstorbene man auf dem dortigen Friedhof bestattete. Bereits 1910 lebten in Heiligenstadt keine jüdischen Personen mehr. Ab 1911 nutzte der örtliche Bienenzuchtverein den damals völlig verwilderten Friedhof in Heiligenstadt für seine Zwecke.
1921 warfen Jugendliche dort Grabsteine um, wobei ein antisemitischer Hintergrund ausdrücklich verneint wurde. 1936 kam es zu antisemitischen Ausschreitungen, bei denen 13 Grabsteine umgestürzt und teilweise beschädigt wurden. 1939 wurde der Friedhof für 200 Reichsmark von Johann Casper zur forstwirtschaftlichen Nutzung gekauft, wobei die Grabsteine stehen bleiben sollten. Nachdem Casper den Friedhof aus politischen Gründen wieder zurückgeben musste, legte die Stauffenbergsche Forst- und Renten-Verwaltung am 22. Januar 1941 dem Landrat von Ebermannstadt einen privaten Kaufvertrag vor. Demzufolge hatten die Stauffenbergs das Friedhofsgrundstück von der Kultusgemeinde in Bamberg erworben, die seit 1931 rechtmäßiger Eigentümer war. Den Wunsch der Heiligenstädter Polizei, Grabsteine zu entfernen, wurde von den Stauffenbergs strikt zurückgewiesen. Eine notarielle Beurkundung des Kaufvertrags erfolgte erst am 21. Januar 1943. Als sich der zeitweilige Besitzer Johann Casper 1945 beim Landratsamt Ebermannstadt über die einstige Rückgabe des Friedhofs beschwerte, konnte zweifelsfrei belegt werden, dass das Grundstück seit dem 18. Jahrhundert von den Stauffenbergschen Gutsherren mit einem Vorkaufsrecht den Juden überlassen worden war.
Auf dem jüdischen Friedhof in Heiligenstadt sind 91 Grabsteine, darunter 45 alte Steine, erhalten.